# Kobar (Dano)
Pour les articles homonymes, voir Kobar.
Kobar est un village du département et la commune urbaine de Dano, situé dans la province de l’Ioba et la région du Sud-Ouest au Burkina Faso.

## Géographie

### Démographie
- En 2006, le village comptait 1 490 habitants recensés, dont 52,8 % de femmes[1].